# İrma Felegyan
İrma Felegyan oder Felekyan, mit Künstlernamen Toto Karaca (* 18. März 1912 in Istanbul, Osmanisches Reich; † 22. Juli 1992 in Istanbul), war eine bekannte türkische Bühnen- und Filmschauspielerin armenischer Abstammung.

## Leben
Als Angehörige der armenischen Minderheit in der Türkei wurde İrma Felegyan 1912 in Istanbul geboren. Ihre Mutter war Mari Hranuş Felegyan. İrma Felegyan lernte Balletttanzen während ihrer Kindheit. Während ihrer Auftritte in Musicals bevorzugte sie den Namen İrma Toto. Ihr Nachname wurde zu Karaca, als sie 1939 den aserbaidschanischen Theaterschauspieler Mehmet İbrahim Karaca heiratete.
In den 1930er Jahren trat İrma Felegyan in Ömer Aydıns Operetten auf.
Der Freund, Manager und Musiker ihres Sohnes Cem Karaca, Ralf Mähnhöfer, besuchte sie in Istanbul am 12. September 1980 14 Tage lang genau am ersten Tag des Militärputsches des General Evren (Militärputsch in der Türkei 1980) und konnte erst nach diesen ersten zwei gefährlichen Wochen wieder zurück nach Deutschland reisen.
Sie zählte zu den Gründern des Istanbul-Theaters im Jahre 1960. İrma Felegyan starb 1992 in Istanbul im Alter von 80 Jahren und wurde im Familiengrab des armenischen Friedhofs von Şişli beigesetzt.
Sie ist die Mutter des Rockmusikers Cem Karaca.